# La Folliaz
La Folliaz (toponimo francese) è un ex comune svizzero di 982 abitanti del Canton Friburgo, nel distretto della Glâne. Nel 2020 il comune di La Folliaz si è fuso con Villaz-Saint-Pierre per formare il comune di Villaz.

## Storia
Il comune di La Folliaz è stato istituito il 1º gennaio 2005 con la fusione dei comuni soppressi di Lussy e Villarimboud; capoluogo comunale è Villarimboud.
Nel 2020 il comune di La Folliaz si è fuso con Villaz-Saint-Pierre per formare il comune di Villaz.

## Società

### Evoluzione demografica
L'evoluzione demografica è riportata nella seguente tabella:
Abitanti censiti

## Geografia antropica
Le frazioni di La Folliaz erano:
- Lussy[4]
- Villarimboud[5]
  - Macconnens[6]